# Aleiodes leptocarina
Aleiodes leptocarina är en stekelart som beskrevs av Fortier 2000. Aleiodes leptocarina ingår i släktet Aleiodes och familjen bracksteklar. Inga underarter finns listade i Catalogue of Life.